# Gustaf Gründgens
Gustaf Gründgens, Gustaf Heinrich Arnold Gründgens (ur. 22 grudnia 1899 w Düsseldorfie, Cesarstwo Niemieckie, zm. 7 października 1963 w Manili, Filipiny) – niemiecki aktor teatralny i filmowy, reżyser, producent, dyrektor teatrów. Uważany jest za najwybitniejszego aktora niemieckiego okresu III Rzeszy, a niewątpliwie był również najpopularniejszym aktorem w ówczesnych Niemczech.

## Lata dwudzieste
Jego ojciec był przemysłowcem. Gründgens debiutował na scenie w 1918. Jego kariera artystyczna rozpoczęła się w prowincjonalnych teatrach Kilonii i Halberstadt. Następnie występował jako aktor i reżyser w hamburskim teatrze Kammerspiele i ostatecznie w Berlinie. Debiut reżyserski Gründgensa nastąpił w 1925 sztuką Anja i Estera Klausa Manna, swojego wielbiciela z tamtych lat. W sierpniu 1926 Gründgens ożenił się z jego siostrą, Eryką. Państwo młodzi zamieszkali w Hamburgu. Pod koniec lat dwudziestych, już po rozwodzie z Eryką, który nastąpił w 1929, Gründgens pracował w Teatrze Niemieckim (niem. Deutsches Theater) w Berlinie jako aktor i reżyser oraz współpracownik Maxa Reinhardta. Występował również w kabaretach i grał w filmie. W 1932 został dyrektorem (intendentem) berlińskiego Teatru Państwowego. W tym też roku wystąpił po raz pierwszy w teatrze w roli swego życia – jako Mefisto w Fauście Goethego, którą to rolę powtarzał jeszcze kilkakrotnie w swoim życiu. W tym okresie, jak wielu ówczesnych intelektualistów niemieckich, wykazywał sympatie lewicowe, wyrazem czego było snucie planów utworzenia „teatru rewolucyjnego”.

## W III Rzeszy
W momencie przejęcia władzy przez Hitlera w 1933 Gründgens przebywał w Szwajcarii, zdecydował się jednak na powrót do Niemiec w kwietniu tego roku. W 1934 mianowany został dyrektorem Państwowego Teatru Pruskiego w Berlinie na miejsce Hannsa Josta, który sprowadził go ze Szwajcarii. W 1936 ożenił się powtórnie, tym razem z aktorką Marianne Hoppe.
Gründgens uchodził za protegowanego ministra lotnictwa i dowódcy Luftwaffe marszałka Hermanna Göringa, co pozwalało mu niejednokrotnie opierać się naciskom Josepha Goebbelsa, ministra propagandy i człowieka mającego najwięcej do powiedzenia w dziedzinie kulturalnej w III Rzeszy. Dzięki temu m.in. oparł się naciskom zmierzającym do obsadzenia go w głównej roli w antysemickim filmie Jud Süss (Żyd Süss) Veita Harlana.
W drugiej połowie lat trzydziestych działalność aktorska i reżyserska Gründgensa rozkwitła. Wielu krytyków uważa, że właśnie w jego berlińskim teatrze w czasie wojny klasyczny teatr niemiecki osiągnął swój najwyższy poziom. Sam Gründgens zaznał w tym okresie licznych przywilejów (został członkiem pruskiej Rady Stanu, otrzymał tytuły generalnego intendenta oraz aktora państwowego) i zdobył olbrzymią popularność, popartą znacznym majątkiem (m.in. luksusowa willa, luksusowe samochody, konie). Jego gaża za film wynosiła wówczas 80 tysięcy marek, gdy np. pensja ministra w hitlerowskim rządzie wynosiła 20 tysięcy. O jego towarzystwo zabiegali czołowi przedstawiciele nazistowskiej elity. Dzięki poparciu najwyższych czynników w państwie Gründgens miał znaczną swobodę twórczą, m.in. w 1939 zrealizował film Dwa światy, w którym pojawiły się motywy miłości homoseksualnej, oficjalnie zakazanej i potępianej w III Rzeszy.
Jego nazwisko figurowało na Gottbegnadeten-Liste (Lista obdarzonych łaską Bożą w III Rzeszy) wśród Niezastąpionych.

## W armii i niewoli
W 1943 Gründgens wstąpił do armii. Służył w obronie przeciwlotniczej m.in. na terenie Holandii. W 1944 powrócił do Berlina, ale w związku z zamknięciem teatrów w Rzeszy przez Goebbelsa, nie występował na scenie. W 1945, po zdobyciu Berlina przez Armię Czerwoną i klęsce Niemiec, trafił do radzieckiego obozu jenieckiego w Jamlitz. W jego uwolnienie z obozu zaangażowali się wybitni artyści niemieccy, w tym Paul Wegener, Erich Kästner i Ernst Busch. Petycje oraz wstawiennictwo sowieckiego oficera kulturalnego (a później znanego historyka filozofii), Arsenija Gułygi, przyczyniły się do uwolnienia aktora już w 1946. W obozie spędził 9 miesięcy.

## Okres powojenny

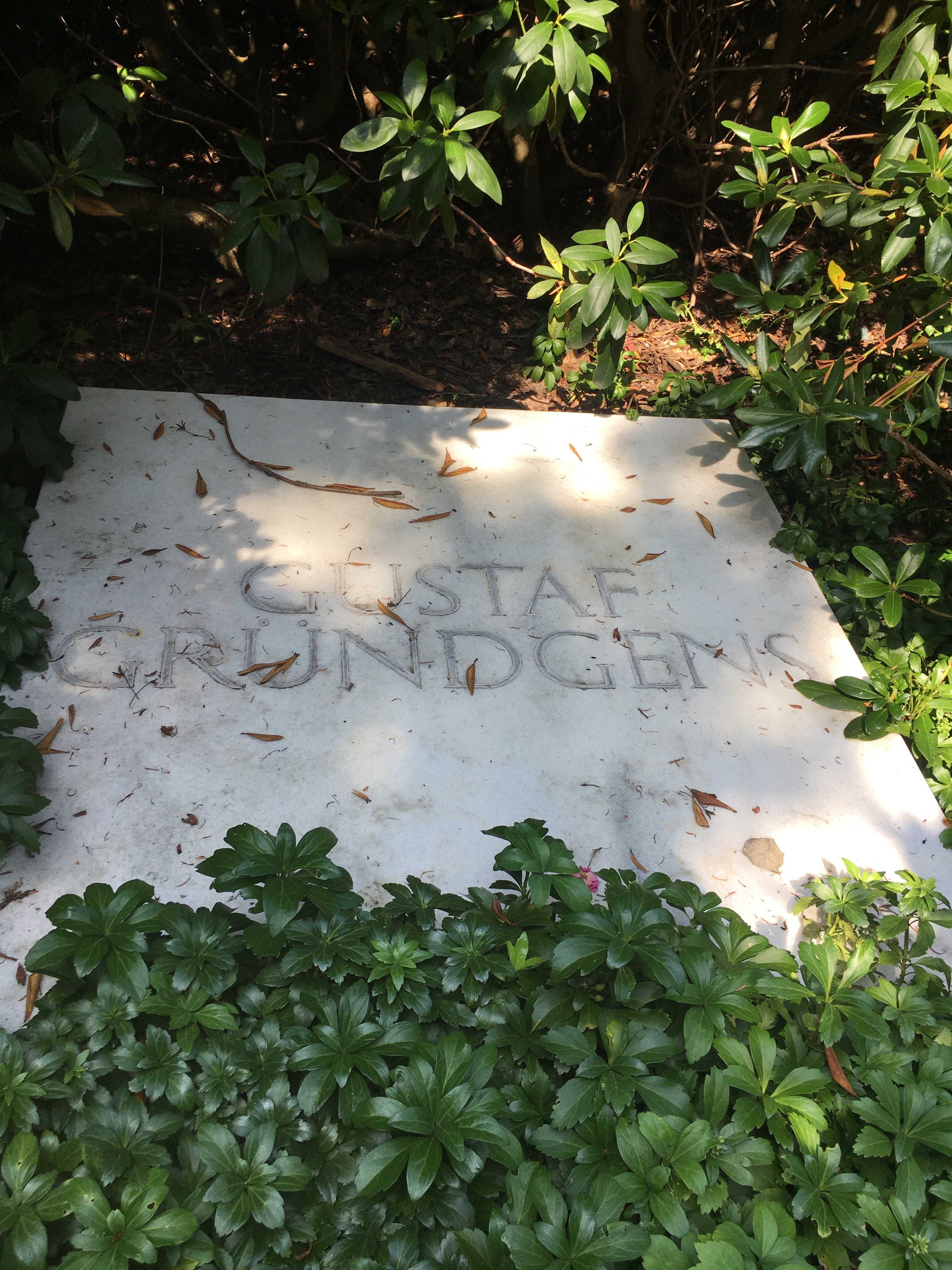
Grób Gustafa Gründgensa na Cmentarzu w Hamburgu.

Po uwolnieniu zamieszkał wraz z żoną w Charlottenburgu i powrócił do pracy scenicznej. Wkrótce jednak małżonkowie rozwiedli się. W 1949 adoptował Petera Gorskiego. W latach 1946–1947 grał w berlińskim teatrze im. Maxa Reinhardta. W 1947 Gründgens został dyrektorem teatru miejskiego w Düsseldorfie, a w 1955 – teatru dramatycznego w Hamburgu. Grał w teatrach niemieckich i zagranicznych, m.in. w Moskwie, Leningradzie, Nowym Jorku i Edynburgu. W 1963 wyruszył w podróż dookoła świata. Zmarł w Manili na Filipinach w nocy z 6 na 7 października 1963 na skutek przedawkowania środków nasennych.
Gründgens spoczywa na  Cmentarzu Ohlsdorf w Hamburgu.

## Klaus Mann iMefisto
Gustaf Gründgens w znacznej mierze został sportretowany w postaci głównego bohatera Hendrika Höfgena w powieści „z kluczem” Mefisto Klausa Manna. Drogi Manna i Gründgensa rozeszły się jeszcze w latach dwudziestych. Klaus Mann był przeciwny związkowi swojej siostry z aktorem. Po opuszczeniu Niemiec po dojściu Hitlera do władzy Mann wytykał dawnemu przyjacielowi służenie reżymowi hitlerowskiemu i bliskie kontakty z Göringiem. Przedstawił go w powieści jako sadomasochistę, podczas gdy krążące plotki zarzucały aktorowi homoseksualizm czy biseksualizm.
Próba wydania powieści w Niemczech zaraz po wojnie się nie powiodła – żaden z wydawców nie chciał wydać powieści, w której został w niekorzystnym świetle sportretowany najpopularniejszy, i o ogromnych wpływach, aktor niemiecki. Powieść ukazała się w Niemczech najpierw w NRD w 1956, później kilkakrotnie w RFN.

W 1966 adoptowany syn Gründgensa, Peter Gorski-Gründgens, doprowadził do sądowego zakazu wydawania książki jako powieści z kluczem, w której, jak brzmiała sentencja wyroku 

Klaus Mann mści się na Gründgensie, ponieważ sądzi, że przez małżeństwo z nim splamiony został honor jego siostry.

## Filmografia

### Reżyser
- 1932: Eine Stadt steht kopf (także aktor, producent i autor piosenek)
- 1934: Die Finanzen des Großherzogs (także współtwórca scenariusza)
- 1937: Kapriolen (także aktor)
- 1938: Der Schritt vom Wege (także producent)
- 1939: Zwei Welten (także producent)
- 1940: Friedemann Bach (także aktor i producent)
- 1960: Faust (także aktor)

### Aktor
- 1929: Ich glaub’ nie mehr an eine Frau (reżyser: Max Reichmann)
- 1930: Va Banque (reżyser: Erich Waschneck)
- 1930: Hokuspokus (reżyser: Gustav Ucicky)
- 1930: Danton (reżyser: Hans Behrendt)
- 1930: Brand in der Oper (reżyser: Carl Froelich)
- 1931: Yorck (reżyser: Gustav Ucicky)
- 1931: M – Eine Stadt sucht einen Mörder (reżyser: Fritz Lang)
- 1931: Luise, Königin von Preußen (reżyser: Carl Froelich)
- 1931: Die Gräfin von Monte Christo (reżyser: Carl Froelich)
- 1931: Der Raub der Mona Lisa (reżyser: Géza von Bolváry)
- 1932: Teilnehmer antwortet nicht (reżyser: Mark Sorkin, Rudolf Katscher)
- 1932: Liebelei (reżyser: Max Ophüls)
- 1933: Der Tunnel (reżyser: Curtis Bernhardt)
- 1933: Die schönen Tage von Aranjuez (reżyser: Johannes Meyer)
- 1934: So endete eine Liebe (reżyser: Karl Hartl)
- 1934: Schwarzer Jäger Johanna (reżyser: Johannes Meyer)
- 1934: Das Erbe in Pretoria (reżyser: Johannes Meyer)
- 1935: Pygmalion (reżyser: Erich Engel)
- 1935: Das Mädchen Johanna (reżyser: Gustav Ucicky)
- 1936: Eine Frau ohne Bedeutung (reżyser: Hans Steinhoff)
- 1938: Tanz auf dem Vulkan (reżyser: Hans Steinhoff)
- 1941: Friedemann Bach (reżyser: Traugott Müller)
- 1941: Ohm Krüger (reżyser: Hans Steinhoff)
- 1960: Das Glas Wasser (reżyser: Helmut Käutner)
- 1960: Faust. Der Tragödie Erster Teil (reżyser: Peter Gorski)

### Gründgens jako Gründgens
- 1958: Das gab’s nur einmal (reżyser: Geza von Bolvary)
- 1961: Jørgen Roos zeigt Hamburg (film dokumentalny, reżyser: Jørgen Roos)
- 1963: Gustaf Gründgens (film dokumentalny)
- 1980: „So spiel ich viel Personen ganz allein…” Der Theatermann Gustaf Gründgens (film dokumentalny, reżyser: Jürgen Moeller)
- 1989: Joachim Kaiser: „…ich erinnere mich”. [2.] Gustaf Gründgens (film dokumentalny)
- 1989: Der Prinzipal – Die Legende Gustaf Gründgens (film dokumentalny)